# Zastava 101
Zastava 101, popularno imenovana tudi slov. stoenka, srb. stojadin, stojka ali kec je bil eden izmed najprepoznavnejših osebnih avtomobilov, ki so jih v srbskem Kragujevcu v tovarni Crvena Zastava izdelovali po Fiatovi licenci modela Fiat 128. 

## Zgodovina
Vozilo je bilo prvič javnosti predstavljeno spomladi leta 1971, na 10. avtomobilskem salonu v Beogradu. Sprva sta bili edini razliki med Fiatom 128 in novo predstavljenim modelom napis v znački in povsem nov zadek, narejen po zgledu Simce 1100. 
Za kupce v takratni Jugoslaviji so ga izdelovali pod imenom Zastava 101, za kupce v ostalih državah se je isti avtomobil imenoval Zastava 1100 (kasneje tudi Yugo 311), predvsem zaradi spora glede številčne oznake z ostalimi proizvajalci avtomobilov. 
Avtomobil je v Jugoslaviji hitro postal najbolj priljubljen in je zlagoma povzročil konec proizvodnje starejših modelov Zastava 1300 in Zastava 1500 leta 1979. Avto je bil v primerjavi s starimi modeli veliko modernejši. Motor je bil živahen in ekonomičen, karoserija pa (predvsem zaradi zložljive zadnje klopi in oblike vrat prtljažnika) veliko bolj praktična. Modelu so očitali previsok spodnji rob prtljažnih vrat, kar pa je spet šlo na račun večje trdnosti avta, ki ni imel zadnje stene za sedeži.

## Začetki proizvodnje
Začetek proizvodnje avtomobila je bil oktobra 1971. Tistega leta je s tekočih trakov zapeljalo prvih 600 vozil. Naslednja tabela prikazuje rast cene avtomobila v jugoslovanskih dinarjih:
| 1971   | 1972   | 1973   | 1974   | 1975   | 1976   | 1977                       |
| ------ | ------ | ------ | ------ | ------ | ------ | -------------------------- |
| 35.000 | 40.000 | 44.000 | 50.000 | 55.000 | 65.000 | 75.000, 95.000 (101 Super) |

## Različice modela

### Zastava 101
Zastava 101 je bila v začetku proizvodnje na voljo samo kot 5-vratna limuzina s poševnim zadkom, in 1116-kubičnim motorjem s 55 KM (40,5 kW). 

Sredi leta 1974 je Crvena Zastava standardni model "izboljšala", in sicer so spremenili:
- srebrno prednjo masko nadomesti črna plastična,
- okrasnih kromiranih okvirjev okrog žarometov ni več,
- polica za zadnjo klopjo postane širša,
- zadnja vrata dobijo pepelnike,
- dvižna peta vrata se zdaj odpirajo na hidravlične teleskopske nosilce.

Še istega leta je tovarna s poljsko tovarno Polmo sklenila sporazum, s katerim so Poljaki sestavljali Zastave 101, Zastava pa v zameno Fiat 126 iz poljske tovarne. Izboljšani standardni model so izdelovali do leta 1978.

### Zastava 101 B (Bazni)
Model je identičen izboljšani različici standardnega, edina razlika je v tem, da so imeli modeli 101 B plastično zaščito v prednjih blatnikih. Sestavni deli niso več originalni Fiatovi, ampak izdelani v jugoslovanskih tovarnah (DMB, 21. oktobar, Teleoptik, Iskra ...). Bili so enaki Fiatovim delom, le da so bili materiali slabše kvalitete.

### Zastava 101 L (Luxe)
V začetku leta 1975 je bil narejen drugi model 101, ki se je od standardnega modela razlikoval v naslednjih stvareh:
- na sprednji maski sta debelejši črti na sredini obarvani v srebrno,
- drugačni odbijači z gumo ob strani čez celotno površino,
- udobnejši sedeži iz blaga (standardni model je imel sedeže iz skaja oz. umetnega usnja),
- drugačne značke (te so bile zdaj črne s kromiranimi črkami),
- luč za vzvratno vožnjo,
- električna črpalka za pranje vetrobranskega stekla,
- merilnik temperature motorja namesto lučke.

### Zastava 101 S (Super)
Leta 1977 je Crvena Zastava začela izdelovati nov model 101 Super. Od modela Luxe se je razlikoval v:
- drugačni odbijači z zaščitno plastiko na vsaki strani ter lučko za osvetlitev reg. tablice na sredini,
- prednji žarometi so pravokotni in ne več okrogli,
- nima več okrasnih pokrovov koles, namesto teh dobi manjše plastične, ki pokrivajo vijake kolesa,
- brisalci so črni (zato da se sonce ne blešči od njih),
- školjkasti sedeži z vgrajenim naslonom za glavo, novim vzorcem in z več barvami na razpolago (bež, oranžna, siva, črna),
- obloge vrat imajo drugačen vzorec,
- manjši, mehkejši in športnejši volan (premera 360 mm),
- številke merilnika so nižje in debelejše,
- odlagalni predal v srednini okrog prestavne ročice,
- motor dobi dvojni vplinjač Weber 32 DMTR 20,
- izpušni sistem 4-2-1,
- grelnik zadnjega stekla.

Tehnični podatki za model 101 Super:
- prostornina motorja: 1116 cm3
- moč motorja: 64 KM (46 kW)
- kompresijsko razmerje 9,2:1
- največja hitrost: 148 km/h

### Zastava 101 Mediteran 1100/1300
Leta 1978 je na trg prišel nov model, in sicer 101 Mediteran. Ime je dobil zaradi mediteranskih iger, ki jih je leto zatem gostila Jugoslavija v Splitu. Glavna razlika od preostalih modelov je ta, da so ga izdelovali le kot trivratni model.
Od Zastava 101 Super se je razlikovala v naslednjih podrobnostih:
- luči so ponovno okrogle,
- na voljo je bil drugačen vzorec blaga v notranjosti (večji "kvadrati"),
- prednji sedeži so brez vgrajenega naslonjala za glavo,
- nasproti 101 Super nima odlagalnega predala v srednini okrog prestavne ročice,
- motor, vplinjač, izspušni sistem je standardni (razen v različi 1300, kjer je isto kot v 101 Special).

### Zastava 101 Confort
Začetek izdelave je isti kot za model Z 101 Mediteran. Tudi večina stvari je enaka kot v 101 Mediteran, razlikuje se le, da ima:
- pravokotna prednja žarometa
- 5 vrat
- zaščitno bočno kromirano-gumirano letev vzdolž celotne strani vozila
- priključek 12V (paket za kadilce)

### Zastava 101 Special 1300
Najmočnejša izvedba stoenke je bila v osnovi ista kot Z 101 Confort, le da je imela kromirana 13' lita platišča in močnejši motor. Izdelovali so jo od leta 1979. Izdelanih je bilo 1500 primerkov.
Tehnični podatki:
- prostornina motorja: 1290 cm3
- moč: 73 KM (53 kW) pri 6800 obratih / minuto
- uplinjač: Weber 40 DCOE
- izpušni sistem: 4-2-1
- končna hitrost: preko 155 km/h
- pospešek 0 – 100 km/h: 13 sekund

### Zastava 101 55 GT/GTL
Leta 1983 so začeli izdelovati modele v dveh verzijah. Osnovna verzija GT je bila slabše opremljena, model GTL pa je bil prodajan z boljšo opremo. Obe različici pa sta imeli po vzoru druge generacije modela 128 širše kromirane odbijače s plastiko na robovih, prednji smerniki in nove parkirne luči pa so bile sedaj v odbijačih. Na prednjih blatnikih so bili tudi večji bočni smerniki. Platišča so bila še vedno 13-palčna, a nove oblike. Na vratih spodaj je bila prilepljena guma z rdečo črto.

### Zastava 101 65 GTL
Nekaj let kasneje so predstavili model, ki je bil enak modelu 55 GTL, le da je imel močnejši 1300 cm³ motor s 65 KM.

### ZASTAVA YUGO 1,1 GX
Leta 1987 nastane model 1,1 GX (prvič poimenovan YUGO), ki je dobil manjše spremembe, kot so:
- Manjši vzglavniki,
- notranjost v dveh barvnih različicah (siva in beige),
- v bočnih letvicah je črta namesto srebrne sedaj rdeča,

Model so izdelovali do 1988, ko vzporedno pride na trg model SKALA.

### Zastava Yugo Skala
Leta 1988 je model dobil novo ime in nekaj kozmetičnih popravkov. Le-ti so bili:
- stranska zaščitna guma (letev) na vratih je bila debelejša,
- črne kljuke vrat,
- stekla na prednjih vratih so bila v celem
- vzvratna bočna ogledala znotraj nastavljiva
- armaturna plošča je bila iste barve kot notranjost (beige ali siva)
- novi so bili tudi okrasni pokrovi na kolesih.

Leto kasneje pa so dodali še naslednje popravke:
- povsem plastična odbijača (opcionalno),

## Konec proizvodnje
Zadnja stoenka je iz tovarne zapeljala konec leta 2008. V sedemintridesetih letih proizvodnje so izdelali 1,273.532 vozil.